# Adeana
Adeana là một chi bướm đêm thuộc họ Cosmopterigidae.